# Tjärnslåtten
Tjärnslåtten är ett naturreservat i Strömsunds kommun i Jämtlands län.
Området är naturskyddat sedan 2014 och är 97 hektar stort. Reservatet omfattar mark på Siljeåsberget nordostsluttning och delar av myrmarken Tjärnslåtten. Reservatet består av äldre granskog uppkommen efter brand i början av 1900-talet.